# Bund für Gesamtdeutschland
La Bund für Gesamtdeutschland (BGD) (en español: Federación para toda Alemania) fue un pequeño partido político en Alemania, de ideología derechista y revanchista. Era calificado como un partido de extrema derecha y fue vigilado por la Oficina Federal para la Protección de la Constitución.

## Programa e ideología
Su principal objetivo era la restauración de las "fronteras internacionales" perdidas después de la Segunda Guerra Mundial. Por ello, la BGD se veía a sí misma como el brazo político de los alemanes expulsados.
Abogaba por la restauración de la Constitución de Weimar y la salida de Alemania de todas las organizaciones internacionales, incluida la OTAN, la ONU y la Unión Europea. Como partido revanchista, abogaba además por la restauración de todas las antiguas fronteras alemanas perdidas tras la Segunda Guerra Mundial, incluyendo los Sudetes y las fronteras del Imperio alemán. Sostenía que el Tercer Reich continuaba existiendo y por lo tanto la República Federal de Alemania no era su sucesora legal.

## Historia
La BGD fue establecida el 12 de agosto de 1990. Presentó un candidato directo en las elecciones federales de 1994, así como en las elecciones de Baden-Wurtemberg de 1996 y en las Elecciones de Renania del Norte-Westfalia de 2000; en este estado el partido también participó en las siguientes elecciones de 2005. A pesar de haber presentado esta vez candidatos en dos distritos electorales, alcanzó sólo 56 votos, mucho menos que los 178 votos en 2000. También participó en las elecciones de 2010 y 2012 en el mismo estado.
La BGD presentó varias campañas sin éxito para la devolución de los bienes expropiados en lo que hoy es Polonia y República Checa.
Desde mediados de la década de 1990, en repetidas ocasiones el partido intentó fusionar a todos los partidos y asociaciones de extrema derecha en uno solo, sin éxito.
Su presidente era Horst Zaborowski, exmiembro de A partir de ahora... Democracia a través de Plebiscito.
En las elecciones federales de Alemania de 2013, el partido presentó solo un candidato directo, obteniendo 1431 votos, equivalentes al 0,0%.
El 15 de julio de 2017, la BGD se fusionó con el pequeño partido Aus dem Lande stammende Deutsche, que a partir de ese momento pasó a llamarse Aus Gesamtdeutschland stammende Deutsche (AGsD).